# Tabia Charles
Tabia Charles (née le 6 avril 1985 à Toronto) est une athlète canadienne spécialiste du saut en longueur et du triple saut.
Dixième du saut en longueur des Jeux olympiques de 2008, elle détient les records du Canada du saut en longueur (6,82 m le 7 juin 2008 à La Canée) et du triple saut (13,99 m le 3 juillet 2010 à Eugene).
En 2010, Tabia Charles remporte les médailles de bronze du saut en longueur et du triple saut lors des Jeux du Commonwealth de New Delhi. 

## Palmarès
| Année | Compétition          | Lieu      | Place | Épreuve     |
| ----- | -------------------- | --------- | ----- | ----------- |
| 2008  | Jeux olympiques      | Pékin     | 9e    | Longueur    |
| 2010  | Jeux du Commonwealth | New Delhi | 3e    | Longueur    |
| 2010  | Jeux du Commonwealth | New Delhi | 3e    | Triple saut |